# Cymodusa exilis
Cymodusa exilis là một loài tò vò trong họ Ichneumonidae.